# Ільбово
Ільбово - присілок у Стародубському муніципальному окрузі Брянської області.

## Географія
Знаходиться в південній частині Брянської області на відстані приблизно 18 км на північний схід від районного центру міста Стародуб.

## Історія
Згадувалася з другої половини XVII століття як володіння Стародубського магістрату, пізніше — Силенко та ін. У XVII—XVIII століттях входила в 1-шу полкову сотню Стародубського полку. У 1859 році тут (село Стародубського повіту Чернігівської губернії) числилось 43 двори, у 1892 році — 83. У середині XX століття працював колгосп «Іскра». До 2019 року населений пункт входив до складу Гарцевського сільського поселення Стародубського району, з 2019 по 2020 рік до Меленського сільського поселення до його скасування.

## Населення
Чисельність населення: 403 особи (1859 рік), 658 особи (1892 рік), 196 осіб у 2002 році (росіян 95 %), 199 осіб у 2010 році.